# Charlie McDermott
Charlie McDermott (West Chester, 6 aprile 1990) è un attore statunitense.

## Biografia
Charlie McDermott nasce il 6 aprile 1990 a West Chester, in Pennsylvania. Esordisce come attore nel 2004, recitando nella serie televisiva Windy Acres. Da allora ha recitato in numerose altre serie, tra le quali The Office, Private Practice e The Middle. All'età di 16 anni si è trasferito a Los Angeles, California, nella speranza di ottenere maggiori ruoli nel mondo del cinema. 
I suoi ruoli di maggior successo sono stati quello di Wild Bill in Disappearances e quello di Troy J. 'T.J.' Eddy in Frozen River - Fiume di ghiaccio. Nel 2008 ricevette una nomination agli Independent Spirit Awards come miglior attore non protagonista per il suo ruolo in Frozen River - Fiume di ghiaccio. Per il suo ruolo nel film Safe Harbor - Un porto sicuro venne inserito nel 2008 nella "A Top 10 Child Performance of 2008" di Roger Ebert. Ha interpretato il ruolo di Axl Heck nella sit-com The Middle.

## Filmografia

### Attore

#### Cinema
- The Village, regia di M. Night Shyamalan (2004)
- Keeping Up with the Kids, regia di Patrick Ferguson – cortometraggio (2005)
- Disappearances, regia di Jay Craven (2006)
- The Ten, regia di David Wain (2007)
- All Along, regia di Robert A. Masciantonio (2007)
- Holy Sapien, regia di Joel Tomar Levin – cortometraggio (2008)
- Frozen River - Fiume di ghiaccio (Frozen River), regia di Courtney Hunt (2008)
- Sex Movie in 4D (Sex Drive), regia di Sean Anders (2008)
- Oh My Captain!, regia di David Mattson – cortometraggio (2008)
- Un tuffo nel passato (Hot Tub Time Machine), regia di Steve Pink (2010)
- Morning, regia di Leland Orser (2010)
- Good Grief, regia di Arvel Chappell III – cortometraggio (2010)
- Slow Learners, regia di Don Argott e Sheena M. Joyce (2015)
- ImagiGARY, regia di Charlie McDermott (2015)
- Three Days, regia di John Swansiger - cortometraggio (2015)
- Instant Family, regia di Sean Anders (2018)
- Countdown, regia di Justin Dec (2019)

#### Televisione
- Windy Acres – serie TV, 7 episodi (2004)
- Franklin Charter, regia di Kathilynn Phillips – film TV (2005)
- The Office – serie TV, 1 episodio (2008)
- Generazioni a confronto (Generation Gap), regia di Bill L. Norton – film TV (2008)
- Medium – serie TV, 1 episodio (2009)
- Little Hollywood, regia di Steve Condon – film TV (2009)
- Private Practice – serie TV, 1 episodio (2009)
- Safe Harbor - Un porto sicuro (Safe Harbor), regia di Jerry Jameson – film TV (2009)
- Captain Cook's Extraordinary Atlas, regia di Thomas Schlamme – film TV (2009)
- The Middle – serie TV, 215 episodi (2009-2018)
- Bond of Silence, regia di Peter Werner – film TV (2010)
- Super Clyde, regia di Rebecca Asher – film TV (2015)
- Future Man – serie TV, 1 episodio (2017)
- Unbelievable – miniserie TV, 3 episodi (2017)

### Regista
- ImagiGARY (2015)
- The Middle – serie TV, 1 episodio (2017)
- Layla - cortometraggio (2018)

## Premi e riconoscimenti
- Independent Spirit Awards 2008
  - Nomination - Miglior attore non protagonista per Troy J. 'T.J.' Eddy in Frozen River - Fiume di ghiaccio[2]
- Kids' Choice Awards 2015
  - Nomination - Attore TV preferito per Axel Heck in The Middle[3]

## Doppiatori italiani
Nelle versioni in italiano delle opere in cui ha recitato, Charlie McDermott è stato doppiato da:
- Alessio Puccio in Sex Movie in 4D, Bond of Silence
- Gabriele Lopez in Frozen River - Fiume di ghiaccio
- Alessio Nissolino in The Middle
- Flavio Aquilone in Private Practice
- Fabrizio De Flaviis in Un tuffo nel passato
- Alberto Franco in Future Man
- Niccolò Guidi in Countdown